# Georg Vogt (Politiker, 1879)
Georg Vogt (* 25. November 1879 in Balzers; † 15. Mai 1943 ebenda) war ein liechtensteinischer Politiker (FBP).
Vogt war von Beruf Bauarbeiter und wurde später als Landwirt tätig. Von 1915 bis 1927 und von 1933 bis 1936 war er Mitglied im Gemeinderat von Balzers. Von 1936 bis 1939 bekleidete er das Amt des Gemeindevorstehers. Des Weiteren war er von 1928 bis 1932, sowie erneut von 1936 bis 1939, Abgeordneter im Landtag des Fürstentums Liechtenstein.
Fürst Franz I. verlieh ihm 1937 das Silberne Verdienstzeichen.